# Svarttjärnen (Stensele socken, Lappland, 722830-157113)
Svarttjärnen är en sjö i Storumans kommun i Lappland och ingår i Umeälvens huvudavrinningsområde.